# 1. Klasse Magdeburg-Anhalt 1942/43
De 1. Klasse Magdeburg-Anhalt 1942/43 was het tiende en laatste voetbalkampioenschap van de 1. Klasse Magdeburg-Anhalt, het tweede niveau onder de Gauliga Mitte en een van de drie reeksen die de tweede klasse vormden.
Preußen Burg werd kampioen en nam deel aan de promotie-eindronde en kon deze ook afdwingen. Na dit seizoen werd de 1. Klasse ontbonden en vond er enkel competitie plaats in de 2. Klasse, die nu de tweede klasse vormde omdat deze regionaal verder onderverdeeld was.

## Eindstand
Onderstaande is de laatst bekende stand van 1 maart 1943.
| Plaats | Club                            | Wed. | Saldo | Ptn.  |
| ------ | ------------------------------- | ---- | ----- | ----- |
| 1.     | FC Preußen 02 Burg              | 16   | 58:18 | 21:11 |
| 2.     | MSC Preußen 99                  | 16   | 52:33 | 21:11 |
| 3.     | Magdeburger SC 1900             | 17   | 29:24 | 21:13 |
| 4.     | FuCC Cricket-Viktoria magdeburg | 19   | 56:45 | 21:17 |
| 5.     | Germania 03 Köthen              | 17   | 32:32 | 18:16 |
| 6.     | VfL Viktoria-Neustadt 1860      | 17   | 37:43 | 16:18 |
| 7.     | SV 09 Staßfurt                  | 17   | 33:46 | 16:18 |
| 8.     | FV Fortuna Magdeburg            | 18   | 67:48 | 16:20 |
| 9.     | SV 07 Bernburg                  | 18   | 22:60 | 15:21 |
| 10.    | SV Wacker Bernburg              | 17   | 40:46 | 12:22 |
| 11.    | SC 1910 Oschersleben            | 16   | 31:56 | 11:21 |

|  | Kampioen, deelname promotie-eindronde |
|  | Degradatie                            |